# Liesbeth Aiking-van Wageningen
Elisabeth Gepke (Liesbeth) Aiking-van Wageningen (Amsterdam, 22 juni 1928) is een voormalig Nederlands politica.
Zij was indertijd een adviseur van milieuminister Irene Vorrink en was van 1994 tot 1998 Tweede Kamerlid voor het Algemeen Ouderen Verbond (AOV). Ze koos in 1995 de zijde van Jet Nijpels toen het tot een breuk in de AOV-fractie kwam. In de Tweede Kamer was zij woordvoerster op het gebied van justitie, landbouw, natuurbeheer en huisvesting, en ze maakte deel uit van de enquêtecommissie opsporingsmethoden (IRT).
Aiking was eerder actief in het CDA en speelde een belangrijke rol bij de oprichting van de Stichting Natuur en Milieu. Verder was ze van 1974 tot 1976 raadadviseur voor het ministerie van Volksgezondheid en Milieuhygiëne en van 1980 tot 1991 coördinerend algemeen secretaris van Het Geldersch Landschap en de Stichting Vrienden der Geldersche Kastelen te Arnhem. Aiking heeft twee zoons, en een dochter.
- Parlement.com: vg09llltdjxk